# Alaküla (Märjamaa)
Alaküla (Duits: Allakülla) is een plaats in de Estlandse gemeente Märjamaa, provincie Raplamaa. De plaats heeft de status van dorp (Estisch: küla).
De plaats ligt ca. 7 km ten zuidoosten van Märjamaa, de hoofdplaats van de gemeente.

## Bevolking
Het dorp had 10 inwoners op 31 december 2011 en 9 inwoners op 31 december 2021.

## Geschiedenis
Het dorp werd voor het eerst genoemd in 1529 onder de naam Allenkull. In 1648 stond het bekend als Alla Külla, in 1687 als Allakylla, in 1726 als Allaküll en in 1798 als Alla of Allakülla. Het lag op het landgoed van Kasty (Kasti).
Tussen 1977 en 1997 maakte het dorp deel uit van het buurdorp Kasti.